# Mowag Tornado
Der Mowag Tornado war der Prototyp eines Schützenpanzers des Schweizer Unternehmens Mowag.

## Geschichte und Entwicklung
Der Mowag Tornado hat den Motor im Bug, der Fahrer befindet sich auf der rechten Seite und direkt hinter ihm der Kommandant. Die Panzergrenadiere verlassen das Fahrzeug durch eine Hecktür, es besteht daher eine gewisse Ähnlichkeit mit dem sowjetischen BMP-1. Auch dem deutschen Marder ähnelt der Tornado mit seinem Turm mit Scheitellafette und dem Heck-Maschinengewehr: Die Scheitellafette des Marder wurde von Mowag gefertigt.
Es wurden verschiedene Versionen des Tornado mit verschiedener Bewaffnung geprüft, unter anderem mit SNORA- und SURA-D-Raketen. Der Tornado ist mit einer AC-Schutzbelüftungsanlage und automatischer Feuerwarn- und Löschanlage im Motorenraum ausgerüstet.
Es kam nie zu einer Serienfertigung, die letzte Version wurde 1980 gebaut. Ein Prototyp steht heute im Schweizerischen Militärmuseum Full.